# هنابيرد (أرارات)
مدينة هنابيرد (بالأرمينية:Հնաբերդ) (بالإنجليزية: Hnaberd)‏ هي إحدى المدن التابعة لمقاطعة أرارات في أرمينيا. يقدر عدد سكانها بـ 630 نسمة حسب الإحصاء الذي جرى عام 2011.